# Ingeborg
Ingeborg är ett fornnordiskt kvinnonamn sammansatt av gudanamnet Ing och borg (borg, beskydd). Namnet förekommer på runinskrifter och har använts i Sverige åtminstone sedan 1000-talet.
Den 31 december 2014 fanns det totalt 27 961 kvinnor folkbokförda i Sverige med namnet Ingeborg, varav 2 272 bar det som tilltalsnamn.
Namnsdag i Sverige: 28 maj. I den finlandssvenska namnsdagslängden har Ingeborg namnsdag 27 maj sedan starten 1929, då en egen namnsdagskalender togs i bruk för finlandssvenskar.

## Internationella varianter
I andra länder förekommer varianter av namnet, såsom norska Ingebjørg, isländska Ingebjörg, färöiska Ingibjørg, polska och litauiska Ingeborga och tyska Ingeburg.

## Personer med namnet Ingeborg

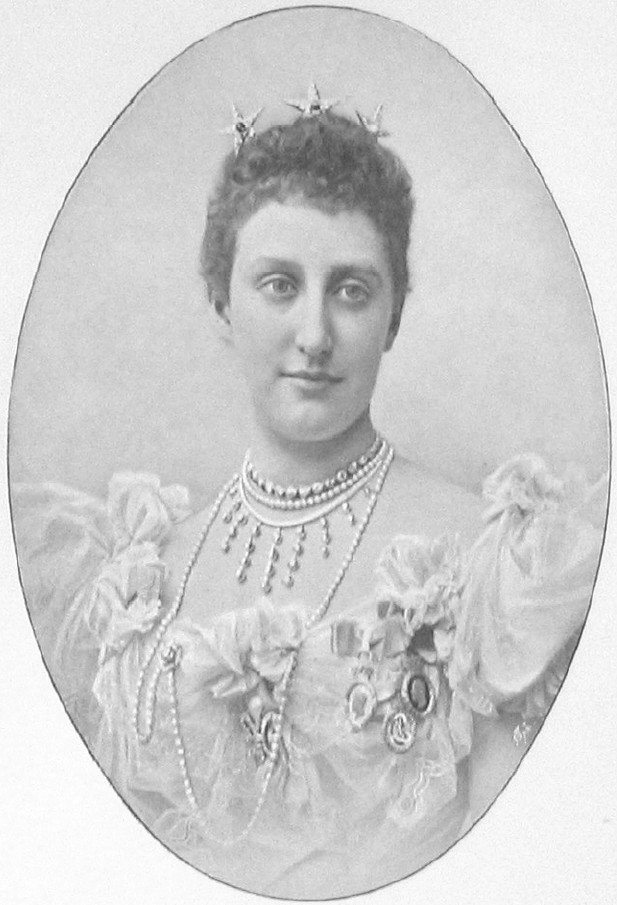
Prinsessan Ingeborg, gift med prins Carl av Sverige.

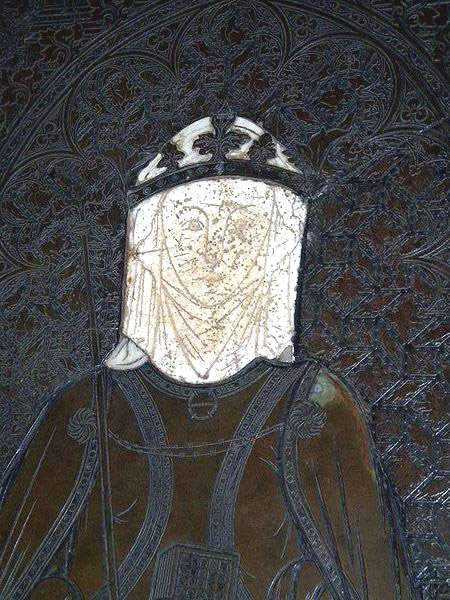
Ingeborg Magnusdotter av Sverige

- Ingoberga, frankisk drottning, gift med Charibert I
- Ingeborg av Danmark, svensk och dansk prinsessa, dotter till Fredrik VIII av Danmark, gift med prins Carl av Sverige
- Ingeborg av Danmark, fransk drottning, gift med Filip II August av Frankrike
- Ingeborg Eriksdotter av Danmark, dansk prinsessa, norsk drottning, gift med kung med Magnus Lagaböter
- Ingeborg av Holstein, tysk nunna, abbedissa i Vadstena kloster
- Ingeborg av Kiev, rysk furstinna och dansk prinsessa, gift med danske prinsen Knut Lavard
- Ingeborg av Mecklenburg, markgrevinna av Brandenburg och grevinna av Holstein
- Ingeborg Eriksdotter av Norge, norsk och svensk prinsessa, gift med hertig Valdemar Magnusson
- Ingeborg Håkansdotter av Norge, norsk prinsessa, gift med hertig Erik Magnusson
- Ingeborg Magnusdotter av Sverige, svensk prinsessa och dansk drottning, dotter till Magnus Ladulås, gift med kung Erik Menved av Danmark
- Ingeborg Valdemarsdotter av Sverige, furstinna av Holstein-Plön, svensk prinsessa, dotter till kung Valdemar Birgersson
- Ingeborg Bachmann, österrikisk författare
- Ingeborg Bengtsdotter, mor till Heliga Birgitta
- Ingeborg Bengtson, svensk pianist och skådespelare
- Ingeborg Birgersdotter, hertiginna av Sachsen-Lauenburg, dotter till Birger jarl
- Ingeborg Björklund, svensk författare
- Ingeborg Boggesdotter, avrättad för häxeri 1619
- Ingeborg Brams, dansk skådespelare
- Ingeborg Drewitz, tysk författare
- Ingeborg Eriksdotter, svensk prinsessa och stammoder, gift med Birger jarl
- Ingeborg Erixson, svensk författare
- Ingeborg Hovland, norsk fotbollsspelare
- Ingeborg Knutsdotter, svensk prinsessa, gift med prins Erik Valdemarsson
- Ingeborg Lundin, svensk glaskonstnär
- Ingeborg Nilsson, svensk skådespelare
- Ingeborg Nordin Hennel, svensk litteraturvetare
- Ingeborg Nyberg, svensk sångerska och skådespelare
- Ingeborg Pedersdotter, avrättad för häxeri 1682
- Ingeborg Rasmussen, dansk skådespelare
- Ingeborg Rönnblad, svensk skådespelare
- Ingeborg Strandin, svensk operettsångerska och skådespelare
- Ingeborg Ståhl, svensk skådespelare
- Ingeborg Valdemarsdotter, hertiginna av Mecklenburg-Schwerin, dotter till kung Valdemar Atterdag
- Ingeborg Vinther, färöisk fackförbundsordförande och politiker
- Ingeborg Vollquartz, dansk författare
- Ingeborg Wærn Bugge, svensk arkitekt
- Ingeborg Åkesdotter (Tott), svensk kulturmecenat, gift med den svenske regenten Sten Sture den äldre

## Fiktiva personer med namnet Ingeborg
- Ingeborg, Frithiofs älskade i Esaias Tegnérs diktcykel Frithiofs saga från 1825.[4]
- Ingeborg, dotter till kung Yngve och tillbedd av Hjalmar den hugstore och bärsärken Angantyr i den isländska Hervarar saga. Efter att ha blivit dödligt sårad i en holmgång med bärsärken, sänder Hjalmar ett kväde till Ingeborg, varvid hennes hjärta brister.[5]
- Ingeborg Balzar, titelfigur i Hjalmar Bergmans roman Chefen fru Ingeborg från 1924.[6]
- Ingeborg Holm, svensk stumfilm från 1913